# Serge Halimi
Pour les articles homonymes, voir Halimi.
Serge Halimi, né le 2 août 1955, est un écrivain et journaliste français.
Il fait partie de la rédaction du Monde diplomatique à partir de 1992, et occupe la fonction de directeur de ce mensuel de mars 2008 à janvier 2023.

## Biographie
Fils de l'avocate Gisèle Halimi et de Paul Halimi, administrateur civil, Serge Halimi est diplômé d'un doctorat en sciences politiques obtenu à l'université de Californie à Berkeley. Il est professeur associé à l’université Paris VIII de 1994 à 2000. Auteur d’essais politiques à succès, il décline la plupart des invitations dans les médias. Toutefois, il est régulièrement invité dans l’émission radiophonique Là-bas si j'y suis sur France Inter, avant sa suppression de l'antenne en 2014.
Serge Halimi fait une apparition dans trois films de Pierre Carles, Pas vu pas pris, Enfin pris ? et La sociologie est un sport de combat. Il collabore au journal de critique des médias PLPL, devenu Le Plan B en mars 2006.
Alors adhérent d'Attac, il participe à sa commission des médias lors de sa fugace apparition en 2004-2005 et contribue à l'élaboration de la plate-forme des relations avec la presse de cette organisation.

## Œuvres

### Les Nouveaux Chiens de garde
En 1997, Serge Halimi se fait connaître du grand public par le succès que rencontre son livre Les Nouveaux Chiens de garde. En faisant référence à Paul Nizan et son livre Les Chiens de garde, Serge Halimi se donne comme objectif de mettre à plat les liens entre journalistes et hommes politiques. Il entend démontrer comment un petit groupe « d’intervenants permanents » façonne l’opinion. Journalisme de révérence, journalisme de connivence, journalisme de marché, telles sont les formes de journalisme décrites dans ce livre : « Un petit groupe de journalistes omniprésents — et dont le pouvoir est conforté par la loi du silence — impose sa définition de l’information-marchandise à une profession de plus en plus fragilisée par la crainte du chômage. » Évoquant la censure, Serge Halimi souligne : « La censure est cependant plus efficace quand elle n’a pas besoin de se dire, quand les intérêts du patron miraculeusement coïncident avec ceux de “l’information”. »

### L'opinion, ça se travaille
En 2000, il publie avec Dominique Vidal L'opinion, ça se travaille, qui explique comment les grands médias prennent position en faveur des guerres de l’OTAN, notamment celle du Kosovo. Les auteurs révèlent par exemple que, durant celle-ci, l'OTAN diffuse de fausses informations sur le déroulement des combats, en falsifiant les chiffres relatifs au nombre d'armes serbes détruites. L'ouvrage est régulièrement actualisé et mentionne les nouvelles guerres à mesure qu'elles sont déclarées (la cinquième édition, parue en 2006, bénéficie du concours d'Henri Maler, coanimateur de l'association Acrimed).

### Quand la gauche essayait
Dans Quand la gauche essayait, publié en 2000, Serge Halimi analyse les réussites et les échecs des gouvernements de gauche depuis 1924. « Mais il fut un temps où la gauche essayait. Et c’est ce temps-là qui nous intéresse. (…) Révolution ? réforme ? Ce débat qu’on prétend frappé de caducité était indissociable de ce à quoi servait la gauche quand on se mobilisait pour elle ».

### Le Grand Bond en arrière
Publié initialement en 2004, Le Grand Bond en arrière passe en revue les transformations économiques et idéologiques du dernier quart du XXe siècle et analyse leur influence sur la vie politique et sociale.

### Économistes à gages
Publié en 2012, Économistes à gages est un recueil de trois articles de Serge Halimi, Frédéric Lordon et Renaud Lambert, tirés des archives du mensuel Le Monde diplomatique. Il dénonce, dans l'ordre, les conflits d'intérêts d'économistes régulièrement invités dans les médias et présentés comme des universitaires, sans mention de leur fonction au conseil d'administration de grandes entreprises et de banques ; l'unanimité des médias en faveur d'une idéologie néolibérale ; et l'opportunisme du journaliste Laurent Mauduit et de Mediapart, dont il est cofondateur.

## Publications
- À l'américaine, faire un président, Paris, Aubier, 1986  (ISBN 2-7007-2617-0)
- Sisyphe est fatigué, Paris, Robert laffont, 1992; réédition sous un nouveau titre, Quand la gauche essayait, Paris, Arléa, 2000 ;  nouvelle réédition, Sisyphe est fatigué - Les échecs de la gauche au pouvoir, Marseille, Agone 1993 (ISBN 978-2221073094), nouvelle réédition, Marseille, Agone, 2018  (ISBN 9782748903560)
- Les Nouveaux Chiens de garde, Paris, Raisons d'agir, 1997 ; nouvelles éditions actualisées et augmentées, 2005  (ISBN 2912107261) et 2022.
- L'opinion, ça se travaille… avec Dominique Vidal et Henri Maler, coll. « éléments », Marseille, Agone, 2000 ; cinquième édition actualisée et augmentée, 2006  (ISBN 2748900650)
- Le Grand Bond en arrière, Paris, Fayard, 2004 ; rééd. coll. « éléments », Marseille, Agone, 2012  (ISBN 978-2-7489-0051-4)
- Économistes à gages, coll. « Prendre parti », Paris, Les liens qui libèrent - Le Monde diplomatique, 2012  (ISBN 979-1020900104)